# كأس الأندية الإفريقية لكرة السلة
كأس الأندية الإفريقية البطلة لكرة السلة (بالإنجليزية: FIBA Africa Clubs Champions Cup)‏ هي مسابقة كرة سلة للمحترفين في إفريقيا ينضمها الاتحاد الإفريقي لكرة السلة تأسست في عام 1972 ويتنافس فيها 12 فريقاً.

## وصلات خارجية
- الموقع الرسمي